# Psilacrum variabile
Psilacrum variabile är en tvåvingeart som beskrevs av Ismay 1986. Psilacrum variabile ingår i släktet Psilacrum och familjen fritflugor. Inga underarter finns listade i Catalogue of Life.